# Cordyceps hesleri
Espèce
Cordyceps hesleri est une espèce de champignons ascomycètes de la famille des Cordycipitaceae.

## Description
C'est un parasite de nymphe de cigale. L'organe fructificateur est en forme de club de golf et mesure 4,5 cm de long. Il pousse dans la tête des nymphes de cigales. La partie supérieure fertile est noire et d'environ 7 mm de large. La tige fait 2 cm de longueur pour 0,5 cm d'épaisseur et est e couleur olive teintée grise, et de jaune pour la base.